# Christian Wilhelm von Löwenfinck
Christian Wilhelm von Löwenfinck (* 1720 in Meißen; † 19. Februar 1753 in Straßburg) war ein deutscher Porzellan- und Fayencemaler.

## Leben und Werk
Seine Eltern waren Heinrich Wilhelm von Löwenfinck, ein unvermögender Offizier in zuletzt sächsischen Diensten, der nach seiner Militärzeit als Porzellanmaler in Meißen arbeitete, und dessen Frau Anna Magdalene, geb. Sachse.
Wie auch seine Brüder Adam Friedrich und Karl-Heinrich trat Christian Wilhelm als 13jährger Lehrling im Mai 1734 in die Meißner Manufaktur ein und beendete dort die Lehre am 2. Februar 1740. Nachdem seine beiden Brüder aus Meißen entlaufen waren – Karl Heinrich 1735 um Soldat zu werden, Adam Friedrich flüchtete 1736 nach Bayreuth – erhielt Christian Wilhelm auf eigenes Gesuch hin am 30. April 1741 seine ordnungsgemäße Entlassung und ging nach Fulda, wo seine Brüder mittlerweile beide im Bereich der Fayencemalerei arbeiteten. Allerdings ist sein beispielsweise bei Hüseler angenommener Aufenthalt dort von 1741 bis 1743 bisher nicht sicher nachgewiesen.
Zusammen mit Karl Heinrich trat er 1743 im Rahmen des Österreichischen Erbfolgekrieges in die sächsische Armee ein, wo er bis 1747 diente. Danach folgte er seinem Bruder Adam Friedrich nach Höchst, wo dieser am Aufbau der Höchster Porzellanmanufaktur beteiligt war und wo Christian als Buntmaler arbeitete. Er ging aber noch vor dem Ausscheiden seines Bruders Adam Friedrichs am 23. November 1748 aus dem dortigen Betrieb zu Paul Hannong nach Straßburg, wo er als Fayencemaler arbeitete, wohin ihm später sein Bruder und seine Schwägerin folgten. Christian Wilhelm starb in Straßburg am 19. Februar 1753.
Wie bei allen anderen Mitgliedern der Familie Löwenfinck so ist es auch bei Christian Wilhelm schwierig, ein einzelnes Stück konkret als individuelles Werk zuzuordnen. Allerdings gehen die Kunstgeschichtler Konrad Hüseler und Erich Köllmann davon aus, dass ein aus Straßburg stammendes, mit der Signatur v.Löwenf.peint:. gekennzeichnetes und mit Blumen bemaltes Rasierbecken aus Fayence, das sich früher im Besitz der Familie Buxdorf befand und heute zum Bestand des Historischen Museums zu Basel befindet, nicht wie bisher angenommen von Adam Friedrich, sondern – auf Grund des Malstils – als Werk von Christian Wilhelm zu betrachten ist.